# Neue Front
Die Neue Front ist der Name einer Gruppierung der Frontenbewegung der 1930er Jahre, deren Vertreter vorwiegend einem elitär-akademischen Milieu entstammten.
Die Neue Front war ursprünglich eine Splittergruppe von Studenten aus dem jungfreisinnigen Umfeld, die zunehmend in Opposition zur FDP, der Partei ihrer Väter, trat. Sie wurde nach der dritten schweizerischen freisinnig-demokratischen Akademikertagung vom 21. und 22. Juni 1930 gegründet. Ihre Vertreter verstanden sich als intellektuelle Vorreiter einer politischen Erneuerung nach faschistischem Vorbild und gaben sich im Gegensatz zur proletarisch auftretenden Nationalen Front betont elitär. 1933 schloss sich die Neue Front mit der Nationalen Front zum Kampfbund Neue und Nationale Front zusammen, die sich später wiederum Nationale Front nannte. Zur Neuen Front gehörten Studenten der beiden Zürcher Hochschulen wie Eduard Fueter und Robert Tobler, beides Redaktoren des Zürcher Studenten, aber auch studierte Akademiker wie Hans Oehler. 